# Philhygra malleoides
Philhygra malleoides är en skalbaggsart som beskrevs av Lohse in Lohse, Klimaszewski och Ales Smetana 1990. Philhygra malleoides ingår i släktet Philhygra och familjen kortvingar. Inga underarter finns listade i Catalogue of Life.